# زانک لئونارد ایم پیتستال
زانک لئونارد ایم پیتستال (به آلمانی: Sankt Leonhard im Pitztal) یک شهر در اتریش است که در ناحیه ایمست واقع شده‌است. زانک لئونارد ایم پیتستال ۲۲۳٫۴ کیلومتر مربع مساحت دارد ۱٬۳۶۶ متر بالاتر از سطح دریا واقع شده‌است.